# Голос (фільм, 1986)
«Голос» — радянський короткометражний художній фільм 1986 року, який входить до складу кіноальманаху «Винятки без правил» (92 хвилини), знятого за оповіданнями Михайла Мішина.

## Сюжет
Одного разу з героєм відбуваються дивні Метаморфози. Кожного разу, коли ситуація вимагає від нього висловлення своєї думки і почуття, він, поза своєю волею, починає говорити бадьорим і урочистим голосом радіодиктора. Казенна мова, наповнена штампами і показним оптимізмом, спотворює до невпізнання те, що герой хотів висловити.

## У ролях
- Семен Фарада —  Олег Іванович Валюшін
- Катерина Васильєва —  дружина Валюшіна
- Владислав Стржельчик —  професор-невропатолог
- Всеволод Шиловський —  начальник главку
- Олександр Бєлінський —  керівник лабораторії
- Грачья Мекінян —  Саркісов
- Олексій Кожевников —  Голубєв
- Анатолій Сливников —  пацієнт в колясці
- Анатолій Рудаков —  міліціонер
- Аркадій Коваль —  співробітник лабораторії
- Володимир Богданов —  співробітник лабораторії

## Знімальна група
- Автор сценарію: Михайло Мішин
- Режисер-постановник: Володимир Бортко
- Оператор-постановник: Анатолій Лапшов
- Художник-постановник: Володимир Свєтозаров
- Композитор: Володимир Дашкевич